# Dachstuhl mit Stichbalken

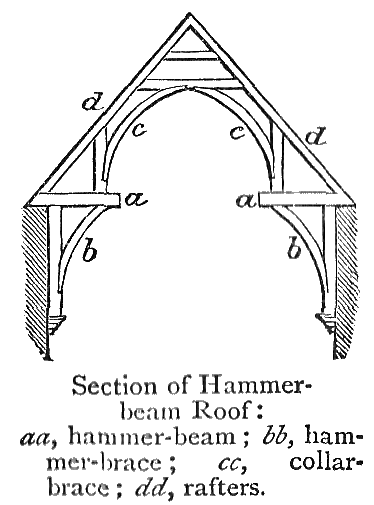
Darstellung eines Dachstuhls von 1908 mit Stichbalken „a“, gebogenen Streben „b“ und „c“ und Sparren „d“

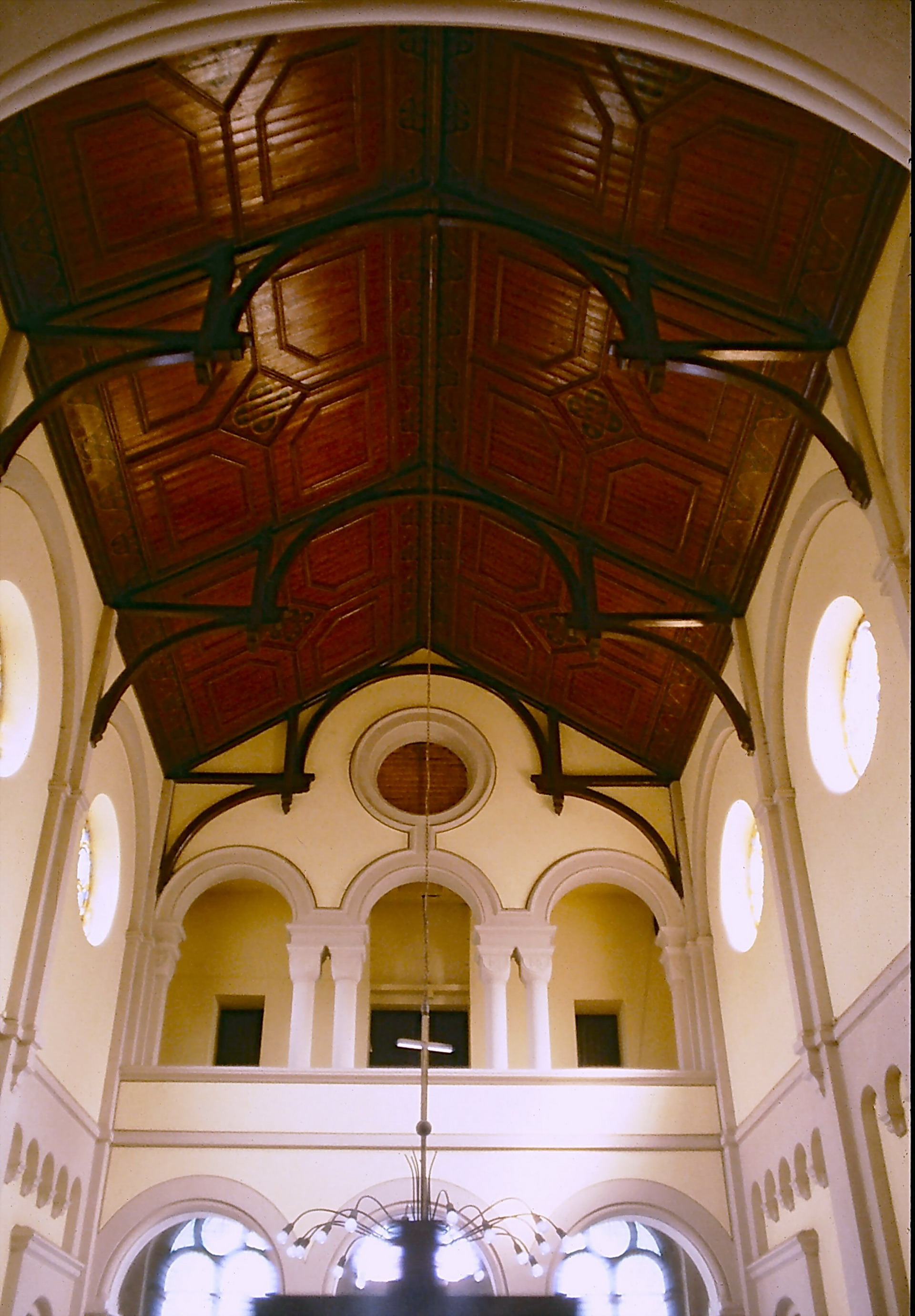
Dachstuhl der Kapelle auf dem Nordfriedhof in Bonn-Auerberg

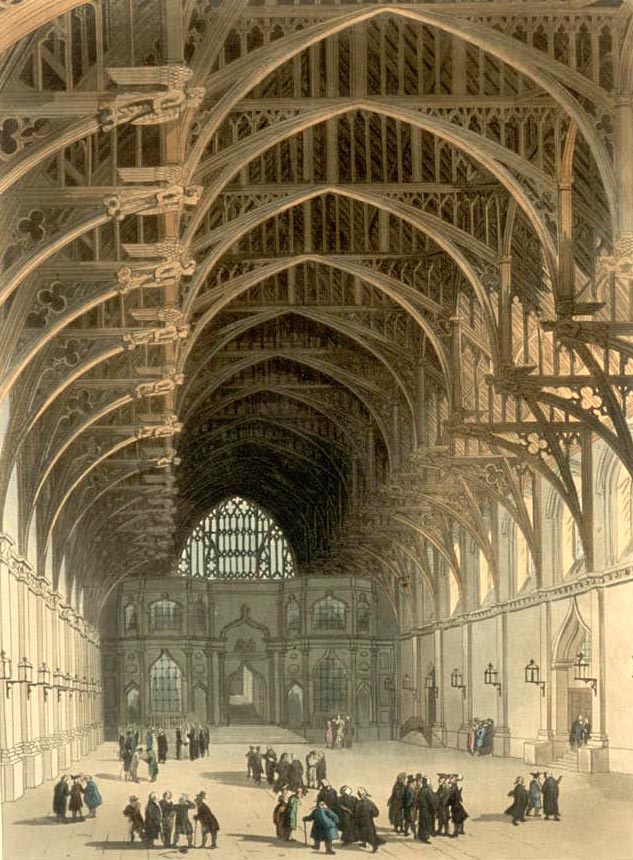
Westminster Hall im frühen 19. Jahrhundert

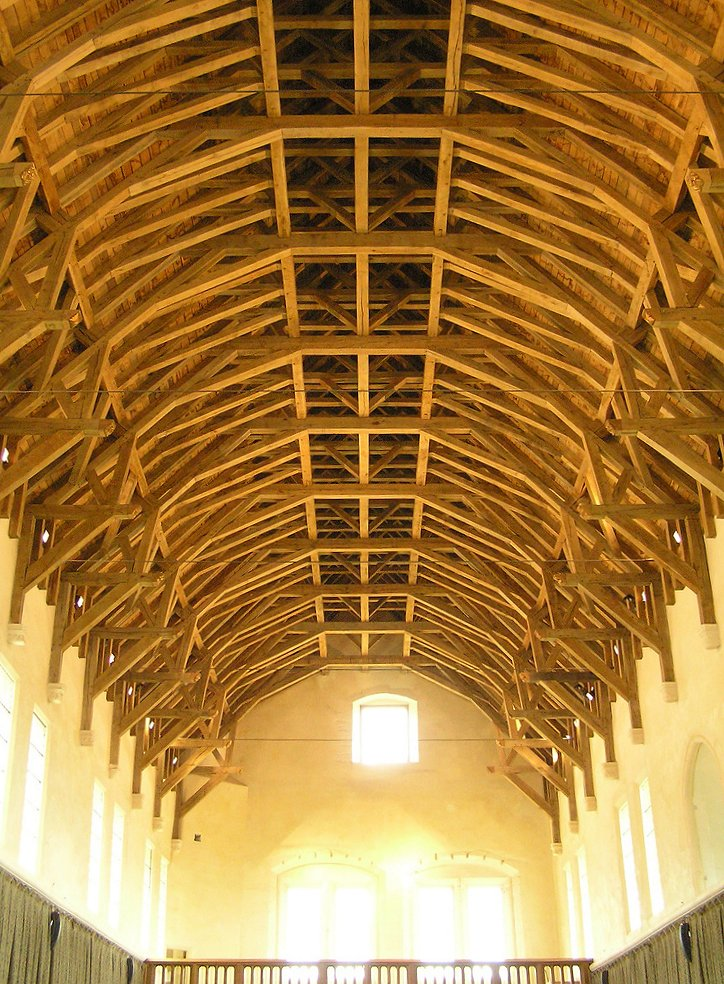
Das neue Hammerbalken-Gewölbe im Großen Saal in Stirling Castle

Ein Dachstuhl mit Stichbalken (englisch: hammerbeam roof) oder Polygonaldach besteht aus einem Sprengwerk dessen Streben seitlich auf kurzen Stichbalken ruhen, die oft in die massive Außenwand eingelassen sind.
Diese Dachform kam in der Gotik auf und erlaubt die Ausbildung eines dekorativen offenen Dachstuhls ohne durchgängig verlaufende Bundbalken, die den Blick auf die Dachkonstruktion beeinträchtigen.
Die Stichbalken sind nach unten gegenüber dem Mauerwerk oft selber wieder verstrebt. So ergeben sich in der Abfolge der Binderebenen mehrere Strebenreihen mit unterschiedlichen Neigungswinkeln, die in der Untersicht den Eindruck einer polygonalen Dachform ergeben, insbesondere auch wenn die Strebenreihen von oben oder von unten flächig verkleidet werden. Die Dachbinder werden auch als Vieleckbinder oder Polygonaldachbinder bezeichnet.
Oft werden gebogene Streben eingesetzt, welche die Ausbildung eines Tonnengewölbes oder eines Gewölbes mit dem Querschnitt eines Kleeblatt ermöglichen.

## Beschreibung
Krumm gewachsene Bäume wurden schon immer als gebogene Streben (engl. cruck) im Hausbau eingesetzt. Zwei gegenüberstehende Krummhölzer bilden dabei einen Spitzbogen.
Werden diese Bogenstreben auf der Oberseite verkleidet, wirken sie wie hölzerne Gurtbögen eines Gewölbes.
Insbesondere in der englischen Gotik und in der anschließenden Tudorgotik wurde die Form des Spitzbogens in der Dachkonstruktion wieder aufgegriffen.
Beim hammerbeam truss wird ab dem 14. Jahrhundert auf einen durchlaufenden Bund- bzw. Kehlbalken verzichtet. Es verbleiben nur noch die kurzen Endstücke, die als Stichbalken in der Außenwand sitzen.
Aufgrund der fehlenden Bundbalken übt ein Dachstuhl mit Stichbalken eine Horizontalkraft auf die Außenwände aus, die nur von genügend schweren Mauern schadlos aufgenommen werden kann. Bei Kirchen und anderen hallenartigen Bauwerken wurden die Außenwände oft durch außenliegende Strebepfeiler verstärkt, um als Widerlager dienen zu können. Falls dies nicht ausreicht, geben die Wände nach außen nach und der Dachfirst senkt sich ab. Die seitlichen Stichbalken müssen dann paarweise mit Spanneisen verbunden werden.
In großen Dächern können die Stichbalken in mehreren Ebenen übereinander verlaufen, wobei sich ihr Abstand nach oben verkleinert.
Die versteifenden Holzverbände laufen an der Spitze oft zu einem Bogen zusammen. Ineinander verzapfte Dreiecksverbänder stabilisieren die Konstruktion.
Ein in der Innenansicht gewölbtes Polygonaldach ist ein offenes Dachwerk, bei dem „die effektive Spannweite durch horizontale, in den Raum hineinragende Hebelarme reduziert wird, die durch geschwungene Winkel gestützt sind, welche ihrerseits auf Kragsteinen aufliegen“.

## Polygonaldächer in englischen Kathedralen
Die hölzernen Kathedralgewölbe entwickelten sich aus den Mönchsklostern der Jahrtausendwende, die heute eine Hauptquelle des Wissens über die zeitgenössischen bautechnischen Fähigkeiten darstellen. Das Grundschema mit Halle, Seitenschiffen und steilem Dach war über tausend Jahre unverändert geblieben, doch verbesserte sich die Zimmermannskunst in der weniger augenfälligen Wandlung von groben, gebundenen Holzkonstruktionen zur Kombination stabiler Dreiecksverbände und Schiftungen.
Der Entwicklung zu einem offenen Dachstuhl folgte eine Zeit, in der die Bürger der reich gewordenen mittelalterlichen Städte ihre Gemeindekirchen und Gildenhäuser repräsentativ gestalten wollten.
Die Zimmerleute verzichteten auf Bundbalken trotz ihrer konstruktiven Vorteile, um den Dachstuhl zur Ausbildung eines Gewölbes zu nutzen, ähnlich dem deutschen Schwerterdach (scissors truss with a collar).
Die stark geneigten gotischen Dächer ermöglichten den Verzicht auf durchlaufende Bundbalken oder stählerne Spannglieder.
Soweit ab dem 14. Jahrhundert statt Schiefer auch Blei als Dachhaut verwendet wurde, reduzierte man die Dachneigung, um das höhere Gewicht durch eine Verkleinerung der Dachfläche auszugleichen. Die erhöhten Horizontalkräfte eines flacher geneigten Dachs konnten nicht mehr ohne quer durch den Dachstuhl verlaufende Spannglieder aufgefangen werden.

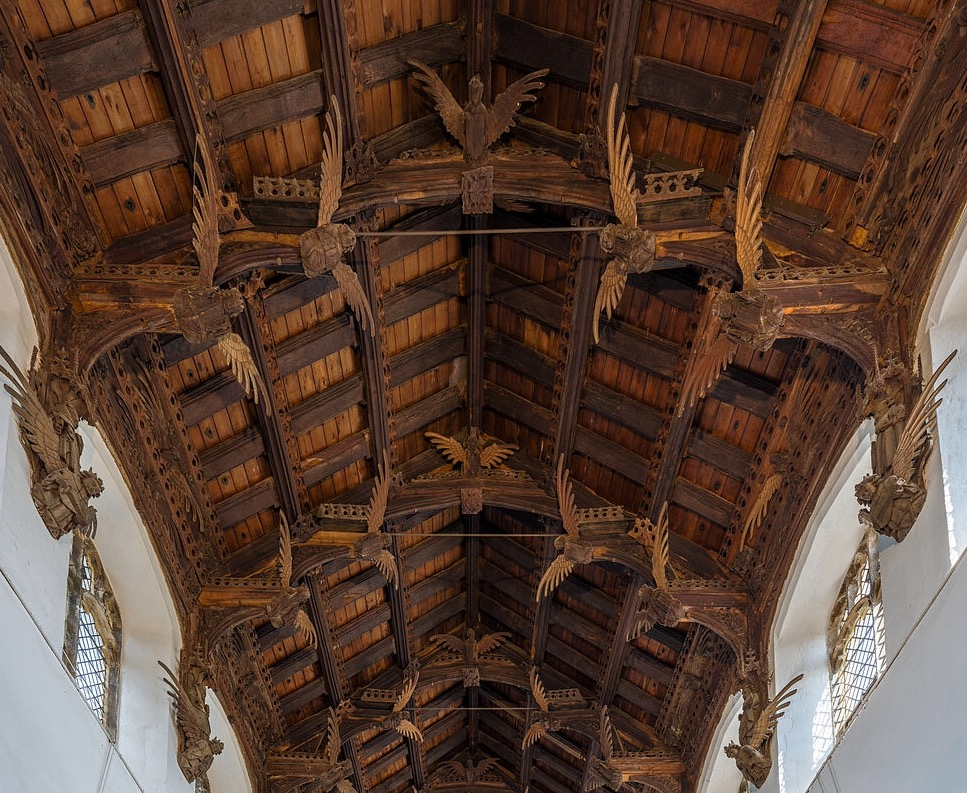
Doppelte Hammerbalken-Decke in der Kirche St Wendreda in March, Cambridgeshire

Eine zeitweise versuchtes doppeltes Polygonaldach erwies sich als wenig stabil und setzte sich nicht durch. Ein Beispiel für diese Bauweise ist die Decke der Pfarrkirche St Wendreda (um 1500) in March, Cambridgeshire.
Das nördliche Querschiff der Kathedrale von Ely besitzt ein dekoriertes Dachwerk, bei dem die Stichbalken als Engel ausgestaltet sind.
Teilweise wurde auf die Dachwerke des 14. Jahrhunderts ein Oktogon oder eine Laterne aufgesetzt, so auch an der Kathedrale von Ely sowie auf der großen Halle Richards II. im Londoner Palace of Westminster. Diese Halle, erbaut 1395/96, überspannt eine Fläche von 72 × 20 Metern mit der von Hugh Herland konstruierten, heute ältesten erhaltenen Polygonaldecke.
Da die Konstruktion umso stabiler ist, je tiefer die Gewichtskraft des Daches in die Wände eingeleitet wird, wurde der Dachstuhl in Westminster auf die halbe Wandhöhe heruntergezogen. Die oberste Fensterreihe liegt in der Dachkonstruktion.
Um die große Weite zu überspannen, verwendete Herland hölzerne Gurtbogen, die sich als Überfangbogen überkreuzen und mit dem aufgesetzten Spitzbogen im oberen Drittel verbunden sind. Die Fläche zwischen den Bögen und über dem Überfangbogen wurde mit hölzernem Maßwerk gefüllt, das sich an entsprechenden Formen des Mauerwerks orientierte und zugleich die ganze Konstruktion stabilisierte.